# UD Salamanca
Az UD Salamanca, teljes nevén Unión Deportiva Salamanca, S.A.D. egykori spanyol labdarúgócsapat. A klubot 1923-ban alapították és 90 évet élt meg. A klub legnagyobb sikereit a 70-es évek közepétől a 80-as évek közepéig érte el, amikor 12 szezont töltött az első osztályban. Stadionja az Estadio El Helmántico, valamivel több mint 17 ezer néző befogadására alkalmas.
2013 nyarán, az UD Salamanca csődöt jelentett és megszűnt.

## A búcsúzó 2013-as keret
| #  |     | Poszt | Név            |
| -- | --- | ----- | -------------- |
| 1  | ESP | K     | Adrián Murcia  |
| 2  | ESP | V     | Iban Zubiaurre |
| 3  | ESP | V     | Raúl Fuster    |
| 4  | ESP | KP    | Rubén García   |
| 5  | ESP | V     | Pol Bueso      |
| 6  | ESP | V     | José Ángel     |
| 7  | ESP | CS    | Piojo          |
| 8  | ESP | KP    | Víctor Andrés  |
| 9  | BRA | CS    | Igor           |
| 10 | ESP | KP    | Pablo de Lucas |

| #  |     | Poszt | Név            |
| -- | --- | ----- | -------------- |
| 11 | ESP | KP    | Javi Hernández |
| 13 | ESP | K     | Raúl Moreno    |
| 14 | ESP | CS    | Coque          |
| 15 | ESP | CS    | Aitor Pons     |
| 16 | POR | V     | João Faria     |
| 18 | ESP | V     | José Rodríguez |
| 20 | ESP | KP    | David Lázaro   |
| 21 | ESP | CS    | Borja Sánchez  |
| 22 | GNB | KP    | Almami Moreira |

## Az eddigi szezonok
| Szezon  | Osztály    | Poz. | Copa del Rey |
| ------- | ---------- | ---- | ------------ |
| 1935/36 | Regionális | —    |              |
| 1939/40 | 2ª         | 5.   |              |
| 1940/41 | 2ª         | 7.   |              |
| 1941/42 | 2ª         | 2.   |              |
| 1942/43 | 2ª         | 8.   |              |
| 1943/44 | 3ª         | 3.   |              |
| 1944/45 | 3ª         | 1.   |              |
| 1945/46 | 2ª         | 13.  |              |
| 1946/47 | 3ª         | 2.   |              |
| 1947/48 | 3ª         | 1.   |              |
| 1948/49 | 3ª         | 2.   |              |
| 1949/50 | 2ª         | 4.   |              |
| 1950/51 | 2ª         | 2.   |              |
| 1951/52 | 2ª         | 7.   |              |
| 1952/53 | 2ª         | 13.  |              |
| 1953/54 | 2ª         | 15.  |              |
| 1954/55 | 3ª         | 2.   |              |
| 1955/56 | 3ª         | 1.   |              |
| 1956/57 | 3ª         | 1.   |              |

| Szezon  | Osztály | Poz. | Copa del Rey |
| ------- | ------- | ---- | ------------ |
| 1957/58 | 3ª      | 3.   |              |
| 1958/59 | 3ª      | 2.   |              |
| 1959/60 | 3ª      | 2.   |              |
| 1960/61 | 2ª      | 10.  |              |
| 1961/62 | 2ª      | 12.  |              |
| 1962/63 | 2ª      | 11.  |              |
| 1963/64 | 2ª      | 15.  |              |
| 1964/65 | 3ª      | 1.   |              |
| 1965/66 | 3ª      | 3.   |              |
| 1966/67 | 3ª      | 1.   |              |
| 1967/68 | 3ª      | 2.   |              |
| 1968/69 | 3ª      | 1.   |              |
| 1969/70 | 2ª      | 19.  |              |
| 1970/71 | 3ª      | 10.  |              |
| 1971/72 | 3ª      | 2.   |              |
| 1972/73 | 3ª      | 1.   |              |
| 1973/74 | 2ª      | 3.   |              |
| 1974/75 | 1ª      | 7.   |              |
| 1975/76 | 1ª      | 9.   |              |

| Szezon  | Osztály | Poz. | Copa del Rey |
| ------- | ------- | ---- | ------------ |
| 1976/77 | 1ª      | 12.  |              |
| 1977/78 | 1ª      | 9.   |              |
| 1978/79 | 1ª      | 10.  |              |
| 1979/80 | 1ª      | 11.  |              |
| 1980/81 | 1ª      | 17.  |              |
| 1981/82 | 2ª      | 2.   |              |
| 1982/83 | 1ª      | 13.  |              |
| 1983/84 | 1ª      | 18.  |              |
| 1984/85 | 2ª      | 17.  |              |
| 1985/86 | 2ªB     | 3.   |              |
| 1986/87 | 2ªB     | 5.   |              |
| 1987/88 | 2ªB     | 1.   |              |
| 1988/89 | 2ª      | 7.   |              |
| 1989/90 | 2ª      | 13.  |              |
| 1990/91 | 2ª      | 18.  |              |
| 1991/92 | 2ªB     | 1.   |              |
| 1992/93 | 2ªB     | 2.   |              |
| 1993/94 | 2ªB     | 1.   |              |
| 1994/95 | 2ª      | 4.   |              |

| Szezon  | Osztály | Poz. | Copa del Rey |
| ------- | ------- | ---- | ------------ |
| 1995/96 | 1ª      | 22.  |              |
| 1996/97 | 2ª      | 2.   |              |
| 1997/98 | 1ª      | 15.  |              |
| 1998/99 | 1ª      | 20.  |              |
| 1999/00 | 2ª      | 4.   |              |
| 2000/01 | 2ª      | 9.   |              |
| 2001/02 | 2ª      | 11.  |              |
| 2002/03 | 2ª      | 7.   |              |
| 2003/04 | 2ª      | 11.  |              |
| 2004/05 | 2ª      | 21.  |              |
| 2005/06 | 2ªB     | 1.   |              |
| 2006/07 | 2ª      | 12.  |              |
| 2007/08 | 2ª      | 7.   |              |
| 2008/09 | 2ª      | 9.   |              |
| 2009/10 | 2ª      | -    |              |

## Külső hivatkozások
- Hivatalos weboldal (spanyolul)
- Nem hivatalos weboldal (spanyolul)
- Nem hivatalos fórum Archiválva 2010. január 5-i dátummal a Wayback Machine-ben (spanyolul)
- Marca (spanyolul)